# Onlyfans
| Onlyfans (OnlyFans) |
| --- |
| - Betydelse – abonnemangstjänst på Internet - Användning – främst för enskilda entreprenörer som verkar som sexarbetare - Innehåll – försäljning av egenproducerat video- eller webbkameramaterial - Storlek – 3,2 miljoner producenter, 238,8 miljoner abonnenter (2022) - Utbetalning – 4,51 miljarder dollar till producenter (2022) - Ägare – Fenix International Limited - Webbplats – onlyfans.com |

Onlyfans (marknadsfört som OnlyFans, förkortat OF) är en internetbaserad abonnemangstjänst och betalplattform som levererar användargenererat innehåll och är baserad i London. Tjänsten startade 2016 och har en åldersgräns på 18 år, som motiveras med att innehållsskaparna tar betalt för att dela innehåll. Tjänsten har till stora delar vuxit och uppmärksammats för att vara en plattform för sexuellt och pornografiskt material.

## Historia

### Bakgrund
Onlyfans grundades av internetentreprenören Tim Stokely, tillsammans med äldre brodern Thomas och med hjälp av ett lån på 10 000 pund från deras far Guy. Den startades som en plattform där innehållsskapare kunde dela videoklipp och bilder mot ett månadsvis abonnemang. Två år senare köptes 75 procent av Onlyfans moderbolag, Fenix International Limited, upp av Internetentreprenören Leonid Radvinsky som har en lång bakgrund inom pornografiska tjänster på Internet.

### Avbrutna planer 2021
Onlyfans meddelade via Twitter under sommaren 2021 att påtryckningar från kreditbolag gjorde att de beslutat att innehållsskapare av explicit sexuellt material skulle stängas av från den 1 oktober 2021. Det eskalerade den globala debatten om Onlyfans respektive innehållsskaparens ansvar och behov. Onlyfans drog dock tillbaks beslutet efter några dagar, sedan de enligt egen uppgift fått garantier från kreditbolagen att de kunde få fortsätta verksamheten. Kortbolagen Visa och Mastercard, vilka mellan 2019 och 2021 etablerat krav på den pornografiska branschen och infört nollvision angående olagligt utnyttjande av barn och kvinnor inom sexbranschen, pekades ut som påtryckare som utnyttjade sin makt för att begränsa yttrandefriheten på Internet. Onlyfans grundare Tim Stokely pekade ut J.P. Morgan Chase och två andra banker som pådrivande.
Både JPMorgan Chase och Mastercard förnekade att de ställt några explicita krav på Onlyfans. Nättidningen Vox antydde att Onlyfans gått ut med avstängningen för att flytta fokus från en granskning av BBC, vilken presenterades några timmar efter att Onlyfans berättade om den planerade avstängningen. Vox menade bland annat att alla uppgifter om explicita påtryckningar kom från Onlyfans själva och att de knappast kunde dragit tillbaks ställningstagandet så snabbt om det varit explicita krav.
Mastercards hårdare krav på pornografiska webbplatser (vilka trädde i kraft i oktober 2021) har enligt rapporter påverkat både omsättning och det enskilda företagandet negativt.

### Museimedverkan
Hösten 2021 skaffade Wiens turistbyrå ett konto på Onlyfans. Anledningen var censur av publicerat material hos turistbyråns konton på olika sociala medier. På Wiens museer – Leopold Museum, Kunsthistorisches Museum, Albertina Museum och Naturhistorisches Museum Wien – finns ett stort antal "avklädda" målningar och skulpturer av namn som Gustav Klimt, Egon Schiele och Oskar Kokoschka. Detta museiinitiativ kan jämföras med det kortvariga virtuella konstmuseum som Pornhub lanserade tidigare under året. I november samma år avslutade Wiens turistbyrå sitt postande på Onlyfans-kontot – som fortfarande 2025 ligger öppet. Man beskrev där att kontostarten var som en protest mot den utbredda censuren mot nakenhet i konsten på sociala medier, och att den efterföljande mediedebatten gav viss "lön för mödan".

### Utveckling och drift
En mängd celebriteter inom olika underhållningssektorer har startat Onlyfans-konton för distribution av ocensurerat material för betalande kunder. Materialet behöver inte vara av sexuell natur, även om friheten från censuren från öppna sociala medier ofta lett till en förväntan hos prenumeranterna om något "ocensurerat" eller unikt.
På tio-i-topp-listan över inkomstbringande innehållsskapare listades sommaren 2023 åtta kvinnor och två män. Listan toppades av modellen Black Chyna, skådespelaren Bella Thorne och sångerskan Cardi B. På topplistan fanns då även de manliga rapparna Tyga och Safaree Samuels. Samuels (som tidigare haft en relation med Nicki Minaj) delade listan med sin före detta hustru Erica Mena.
2025 meddelade den ekonomiska pressen att det förekom diskussioner om en möjlig försäljning av företaget. Enligt rapporter under våren skulle en amerikansk investeringsgrupp ledd av Los Angeles-baserade Forest Road Company vara beredda att köpa Onlyfans för en köpeskilling på uppemot 8 miljarder US-dollar. Företaget nämndes då ha över 4 miljoner innehållsskapare, 300 miljoner prenumeranter och en årlig omsättning på cirka 6,6 miljarder US-dollar. Det London-baserade Onlyfans noterade 40 anställda, och ägaren Radvinsky har mellan 2018 och 2024 kvitterat ut motsvarande 1,3 miljarder dollar i vinst från plattformen.
2021 trädde grundaren Tim Stokely tillbaka från rollen som VD på Onlyfans, till förmån för bolagets marknadschef och kommunikationsansvariga Amrapali Gan. Drygt två år senare övertogs den rollen av den irländska advokaten Keily Blair, verksamhetschef på Onlyfans.

### Sverige
Sverige är ett av många länder där sexarbete via webbkamera expanderat på senare år, parallellt med en minskning av exempelvis gatuprostitution. Den svenska sexköpslagen infördes 1999, med syftet att minska efterfrågan på sexuella tjänster utifrån en tanke att prostitution innebär att själv försäljningen innebär att bli utsatt för våld (se vidare radikalfeminism). Dessutom anser tongivande röster i den svenska debatten att de flesta sexsäljare är "utsatta" personer, en utsatthet som enligt dessa anses minska om de slipper sälja sexuella tjänster. I en önskan att ytterligare minska denna efterfrågan kriminaliserades sexbranschen ytterligare ett steg 2025, med ett förbud mot förhandling om den sexuella tjänsten mellan köpare och säljare. Detta vidgade dessutom betydelsen av sex, från att syfta på fysiska kontakt till att även inkludera handlingar som utförs på distans.
Samma dag som utvidgningen av lagen började gälla, 1 juli 2025, stängde Onlyfans av chattfunktionen i tjänsten – men bara för svenska innehållsskapare. Detta var ett sätt för att försvåra eller omöjliggöra den kommunikation som enligt lagskärpningen nu blivit olaglig. Den geoblockerande begränsningen av tjänsten har använts som argument för att marknadsföra VPN-tjänster till svenska användare. VPN-tjänster har annars bland annat använts för att kringgå visningsbegränsningar av strömmande video mellan olika länder.
Kritik mot lagskärpningen i Sverige har kommit från bland annat ett antal branschföreträdare och innehållskreatörer, vilka sett webbkameramodellande som en tryggare form av sexarbete än mycket annat.

## Verksamhet

### Innehåll och storlek
Den absoluta majoriteten av innehållsskaparna är aktiva inom produktion av pornografiskt eller på annat sätt erotiskt material, och en siffra från 2022 anger 98 procent. Det finns också innehållsskapare från andra genrer, såsom träningsguruer och musiker. Tjänsten gör att innehållsskaparna kan få pengar från sina "fans" på månadsbasis, men det finns även dricks och en pay-per-view-funktion.
Flera etablerade sexarbetare menar att Onlyfans och olika nystartade webbkameratjänster har gjort det enkelt att verka som egna entreprenörer, oberoende av agenter och produktionsbolag. 2023 noterades att Onlyfans årligen betalar ut drygt 5 miljarder US-dollar till sina innehållsskapare, efter att man dragit av 20 procent av intäkterna i underhåll av plattformen. Man har själva sagt sig ha 130 miljoner konsumenter och 2 miljoner innehållsproducenter. 2023 publicerades siffror på att cirka var femte innehållsskapare på Onlyfans var en man, medan andra under året rapporterade en fördelning på 3/10 män och 7/10 kvinnor.

### Inkomstnivåer och könsfördelning
De höga inkomstnivåerna nås endast av en liten del av innehållsskaparna, vilka ofta är personer som redan lyckats skapa sig ett namn via sociala medier, andra delar av sexbranschen eller som mediecelebriteter. 2023 noterades att den genomsnittliga innehållsskaparen endast hade 21 betalande prenumeranter och en ungefärlig månadsinkomst på 180 US-dollar. Detta ska jämföras med de drygt 300 innehållsskapare som tjänar mer än 1 miljon US-dollar per år.
Det faktum att de framgångsrika innehållsskaparna kan ses som lockande föredömen ses ibland som ett bevis på att Onlyfans som företag tjänar pengar via nätverksförsäljning. Andra menar att det finns tydliga skillnader mellan utstuderad nätverksförsäljning och den affärsidé som plattformen Onlyfans erbjuder. Enligt uppgift tjänade 2023 kvinnliga innehållsskapare i snitt 78 procent mer än manliga, och bland de tio mest inkomstbringande innehållsskaparna var då 85 kvinnor av kvinnligt kön. Detta kan jämföras med den kvinnliga övervikten bland sexarbetarna inom andra delar av sexbranschen, och den större marknaden för pornografiskt material riktat mot heterosexuella män. 
På Onlyfans noterades 2023 cirka 7/10 av användarna (besökarna) i stort vara män, med kvinnor som 3/10 av totalmängden användare/besökare. Medelåldern för en betalande prenumerant har uppskattats till mellan 35 och 44 år.

### Innehållsgränser
Onlyfans, som inte grundades med pornografiska producenter som målgrupp, tillåter inte alla typer av material. Detta inkluderar en stor del av fetisch-relaterat innehåll.
Innehållsskaparna på plattformen har också att förhålla sig till en hög nivå av stigmatisering för sexarbete i kulturen, där exempelvis 47 procent av tyska enkätrespondenter 2023 ansåg att sexarbete inte var ett riktigt arbete. Och då har ändå Tyskland en av de mest liberala lagstiftningarna länderna i världen vad gäller olika former av sexarbete.

## Kritik
Tjänstens pornografiska innehåll och metoder har kritiserats av kvinnoorganisationer och debattörer för att glorifiera sexarbete och förminska de problem som är kopplade till sådan verksamhet. De menar att tjänsten är dålig på att kontrollera innehållet och vilka som faktiskt lägger upp det.
Kritiker menar också att unga kvinnor pressas att lägga upp innehåll som sedan sprids utanför plattformen och att plattformen är starkt förknippad med prostitution. Detta kan jämföras med webbkameramodellande som fenomen, vilket ibland definieras som virtuell prostitution. Det sägs ibland att kvinnor har större risk för att drabbas av psykiska problem i samband med Onlyfans-arbete, liksom att det sociala stigmat mot sexarbete drabbar kvinnliga innehållsskapare på Onlyfans hårdare.
I juli 2020 publicerade Sky News information om att Onlyfans inte har betalat mervärdesskatt under de senaste tre åren och att de sannolikt skulle kunna bli hårt straffade av skattemyndigheterna. Rapporter finns även om stora läckor av material från Onlyfans.

## Ledning (VD)
- 2016–2021: Tim Stokely[55]
- 2021–2023: Amrapali Gan[56]
- 2023–: Keily Blair[56]